# Acalymma dohrni
Acalymma dohrni es una especie de  coleóptero de la familia Chrysomelidae. Fue descrita en 1887 por Jacoby.